# Nkeiruka Yézej
Nkeiruka Jiláriyevna Yézej –en ruso, Нкеирука Хилариевна Езех– (Moscú, URSS, 17 de octubre de 1983) es una deportista rusa, de padre nigeriano, que compite en curling.
Ganó cuatro medallas en el Campeonato Mundial de Curling entre los años 2014 y 2017, y cinco medallas en el Campeonato Europeo de Curling entre los años 2006 y 2015.
Participó en cuatro Juegos Olímpicos de Invierno, entre los años 2002 y 2014, ocupando el quinto lugar en Turín 2006, en la prueba femenina.

## Palmarés internacional
| Campeonato Mundial | Campeonato Mundial     | Campeonato Mundial | Campeonato Mundial |
| Año                | Lugar                  | Medalla            | Prueba             |
| ------------------ | ---------------------- | ------------------ | ------------------ |
| 2014               | Saint John (Canadá)    | Medalla de bronce  | Equipo             |
| 2015               | Sapporo (Japón)        | Medalla de bronce  | Equipo             |
| 2016               | Swift Current (Canadá) | Medalla de bronce  | Equipo             |
| 2017               | Pekín (China)          | Medalla de plata   | Equipo             |
| Campeonato Europeo |                        |                    |                    |
| Año                | Lugar                  | Medalla            | Prueba             |
| 2006               | Basilea (Suiza)        | Medalla de oro     | Equipo             |
| 2011               | Moscú (Rusia)          | Medalla de bronce  | Equipo             |
| 2012               | Karlstad (Suecia)      | Medalla de oro     | Equipo             |
| 2014               | Champéry (Suiza)       | Medalla de plata   | Equipo             |
| 2015               | Esbjerg (Dinamarca)    | Medalla de oro     | Equipo             |